# كأس تونس 1988–89
كأس تونس لكرة القدم 1988-1989 هو الموسم رقم 33 منذ الاستقلال وال58 منذ إنشائه من كأس تونس لكرة القدم.

فاز بهذا الموسم الترجي الرياضي التونسي، وجاء ثانيا النادي الإفريقي.

## روابط خارجية
- الموقع الرسمي للجامعة التونسية لكرة القدم.